# 北海道道938号伊文政和線
北海道道938号伊文政和線（ほっかいどうどう938ごう いぶんせいわせん）は、北海道士別市と雨竜郡幌加内町を結ぶ一般道道（北海道道）である。

## 概要
- 幌加内町側の一部のみで供用されており、士別市側は未供用となっている。

### 路線データ
- 起点：北海道士別市温根別町伊文（北海道道251号雨竜旭川線交点）
- 終点：北海道雨竜幌加内町政和（国道275号交点）
- 路線延長：9.5 km（内、未供用区間7.3 km）

## 歴史
- 1978年（昭和53年）5月6日 路線認定[1]。

## 地理

### 通過する自治体
- 上川総合振興局
  - 士別市
  - 雨竜郡幌加内町

### 交差する道路
士別市
- 北海道道251号雨竜旭川線 - 伊文（起点）

幌加内町
- 国道275号 - 政和（終点）